# LK I
Leichter Kampfwagen (中文：轻型战斗车辆) 或“LK I”是第一次世界大战期间德国制造的原型轻型坦克。计划作为廉价的轻型坦克，而非昂贵的重型坦克投入使用。然而，战争结束前只到达原型阶段。

## 历史
LK I由约瑟夫·沃尔默设计。该型装甲车基于戴姆勒汽车底盘，使用现有的轴安装链轮及惰轮。其设计遵循汽车实践，采用前置发动机及后置驾驶舱。是第一种装备炮塔、配备7.92毫米MG08机枪的德国装甲战斗车辆。
到1918年中期时该型号只生产了两辆原型车 且未被采购。 作为实验阶段的骑兵坦克，它为后来LK II的设计提供了借鉴。